# Tauriac (Tarn)
Tauriac è un comune francese di 242 abitanti situato nel dipartimento del Tarn nella regione dell'Occitania.

## Società

### Evoluzione demografica
Abitanti censiti